# Kerstin Jergus
Kerstin Jergus ist eine deutsche Erziehungswissenschaftlerin.

## Leben
Nach dem Studium (1998–2005) der Erziehungswissenschaften an der Universität Halle war sie von 2005 bis 2006 wissenschaftliche Mitarbeiterin am Lehrstuhl für Sozialpädagogik und außerschulische Bildung der Universität Jena. Nach der Promotion 2010 an der Martin-Luther-Universität Halle-Wittenberg war sie dort von 2010 bis 2015 wissenschaftliche Mitarbeiterin am Institut für Pädagogik im Bereich „Allgemeine Erziehungswissenschaften – Bildungstheorie und kulturwissenschaftliche Bildungsforschung“ der Fakultät Erziehungswissenschaft. Sie habilitierte sich 2016 an der Goethe-Universität. Nach Vertretungsprofessuren in Bremen (2015–2016) und Dresden (2016–2018) wechselte sie auf die Professur für Erziehungswissenschaft mit dem Schwerpunkt Kindheit und Jugend an der Universität Fribourg (CH) und 2019 auf die Professur für Allgemeine Erziehungswissenschaft an der TU Braunschweig. Seit 2023 ist sie Professorin für Allgemeine Erziehungswissenschaft an der Universität Hamburg.
Ihre Forschungsschwerpunkte sind Theorie und Geschichte von Bildung und Erziehung in Verbindung mit Zugängen der kulturwissenschaftlichen Bildungsforschung. Sie lehrt und forscht zu Themen wie Autorität, Generationenverhältnissen, pädagogischen Beziehungen im Kontext von Universität, Elternschaft, Liebe, Professionalisierung, Trauma, Kindheit, politische Bildung von Jugendlichen, Zukunft, Alterität.

## Schriften (Auswahl)
- Liebe ist .... Artikulationen der Unbestimmtheit im Sprechen über Liebe. Eine Diskursanalyse. Bielefeld 2011, ISBN 3-8376-1883-8.
- Kritik (in) der Frühpädagogik. Positionierungen und Verhältnisbestimmungen zu früher Kindheit. Bielefeld 2025 (gemeinsam mit Sandra Koch, Barbara Lochner, Lukas Schildknecht und Maksim Hübenthal).
- Zukunft – Jugend – Politik. Verhältnisbestimmungen und erziehungswissenschaftliche Debatten. Bielefeld 2025 (gemeinsam mit Melanie Schmidt und Caroline Gröschner)
- Geteilte und verteilte Welten. Bildungs- und erziehungsphilosophische Betrachtungen. Schriftenreihe der Kommission Bildungs- und Erziehungsphilosophie. Weinheim 2025 (gemeinsam mit Gabriele Weiß und Malte Brinkmann)
- Profilierungen des Allgemeinen. Profilierungen des Allgemeinen – Disziplinpolitische Perspektiven zur Kontur der Allgemeinen Erziehungswissenschaft. Themenheft der Zeitschrift Erziehungswissenschaft Heft 65, (2–2022) Mitteilungen der DGfE, Opladen: Barbara Budrich (herausgegeben mit Carsten Bünger, Birgit Althans und Thorsten Fuchs).
- Autorisierungen des pädagogischen Selbst. Adressierungen der Bildungskindheit. Wiesbaden 2017 (mit Christiane Thompson)
- mit Jens Oliver Krüger und Anna Roch (Hrsg.): Elternschaft zwischen Projekt und Projektion. Aktuelle Perspektiven der Elternforschung. Wiesbaden 2018, ISBN 3-658-15004-1.
- mit Christiane Thompson und Georg Breidenstein (Hrsg.): Interferenzen. Perspektiven kulturwissenschaftlicher Bildungsforschung. Velbrück 2014
- mit Melanie Schmidt: “We are skipping our lessons to teach you one”. Generationale Bezüge in der politischen und bildungsaktivistischen Praxis in Klimaprotestbewegungen am Beispiel der Public Climate Schools. In: Soziale Passagen doi:10.1007/s12592-024-00496-6
- Autorität. In: Feldmann, M./Rieger-Ladich, M./Wortmann, K./Voß, C. (2024) (Hrsg.): Schlüsselbegriffe der Allgemeinen Erziehungswissenschaft. Pädagogisches Vokabular in Bewegung. 2., überarb. Aufl.: Beltz Juventa, S. 57–65.
- mit Carsten Bünger: Zur Politizität pädagogischer Beziehungen. Erkundungen im Anschluss an die politische Theorie Ernesto Laclaus. In: Golle, J., Mayer, R. & Wittig, St. (Hg.) (2024): Ernesto Laclau. Pädagogische Lektüren. Wiesbaden: VS
- Alterität – Eine Einführung. In: Anja Kraus, Jürgen Budde, Maud Hietzge und Christoph Wulf (Hg.): Handbuch Schweigendes Wissen Erziehung, Bildung, Sozialisation und Lernen. Beltz Juventa, Weinheim 2024. 3., überarb. Aufl., S. 202–215, ISBN 978-3-7799-7323-2.
- On the Mediality of Pedagogical Relations and the Medial Site of Education. In: Gentzel, P./Krotz, F./Wimmer, J. & Winter, R. (Ed.) (2024): The Forgotten Subject. Subject Constitutions in Mediatized Every Worlds. Palgrave Macmillan, Springer, S. 233–251.
- Beziehungen zu Fremden? Solidarität, Vulnerabilität und Pädagogik im Lichte der Problemgestalt einer Relation zu anderen. In: Mayer, R./Schäfer, A./Schüll, M. (2024) (Hrsg.): Umstrittene Solidarität. Spannungsfelder und Praktiken eines Kampfbegriffs. Bielefeld: transcript, S. 101–123.
- Pädagogische Beziehungen. Zur pädagogischen Signatur der Weitergabe in Generationenverhältnissen. In: Brinkmann, M./Weiß, G./Rieger-Ladich, M. (2024) (Hrsg.): Generation und Weitergabe. Erziehung und Bildung zwischen Erbe und Zukunft. Weinheim, Beltz. S. 94–114.
- Biographieforschung und Allgemeine Erziehungswissenschaft. In: Nittel, D./v. Felden, H./Mendel, M. (2023) (Hrsg.): Handbuch Erziehungswissenschaftliche Biographieforschung und Biographiearbeit. Weinheim, Basel: Beltz Juventa, S. 254–267
- mit Carsten Bünger: Dinge von Belang?! Zum Verhältnis von Politischem und Bildung aus subjektivierungstheoretischer Perspektive. In: Friedrichs, W./Hamm, S. (2020) (Hg.): Zurück zu den Dingen! Politische Bildungen im Medium gesellschaftlicher Materialität. Baden-Baden: Nomos, S. 153–168
- Trauma und die Erfahrung der (Un-)Zugehörigkeit. Zum Zusammenhang von Leid, Sprache und Gewalt aus bildungstheoretischer Sicht. In: Rieger-Ladich, M./Casale, R./Thompson, Ch. (2020) (Hg.): Un-/Zugehörigkeit. Bildungsphilosophische Reflexionen und machttheoretische Studien. Weinheim, Basel: Beltz Juventa, S. 175–193.
- Die Kritik der Macht – die Macht der Kritik. In: Nonhoff, M./Langer, A./ Reisigl, M. (2019) (Hg.): Diskursanalyse und Kritik. Wiesbaden: VS, S. 69–87
- Partizipation. In: Weiß, G./Zirfas, J. (2019) (Hg.): Handbuch Bildungs- und Erziehungsphilosophie. Wiesbaden: VS, S. 475–487
- Jean-Jacques Rousseau (1712–1778). In: Smeyers, Paul (2019) (Ed.): International Handbook of Philosophy of Education, Section I: Voices from the Past and the Present, Singapore: VS, S. 395–406
- Der Ruf nach Vertrauen. Zum (Un-)Verhältnis von Politik, Inszenierung und Pädagogisierung des Vertrauens. In: Vierteljahresschrift für wissenschaftliche Pädagogik, 94 (4), 2018, S. 552–575